# Anne Barzin
Pour les articles homonymes, voir Barzin (homonymie).
Anne C.S.M. Barzin (née à Namur le 18 août 1975) est une femme politique belge, membre du Mouvement réformateur. Elle est la fille de Jean Barzin.

## Biographie
Licenciée en Droit de l'UCLouvain, elle exerce en tant qu'Assistante en Droit public aux FUNDP.

## Carrière politique

### Niveau local
- Conseillère communale de Namur depuis 1994.
- Echevine des Finances, du Commerce et de l'Économie de la ville de Namur, depuis décembre 2006.
- Echevine de l'État civil et de la Population, de l'Enseignement, des Fêtes et de la Petite enfance de la ville de Namur, depuis décembre 2012.

### Niveau national
- Députée fédérale de juin 1999 à décembre 2006.
- Députée wallonne et de la Communauté française 
  - depuis 2007 jusqu'en 2014 (où elle est touchée par le décret "décumul").
- Sénatrice cooptée en 2014.

## Décoration
- Chevalier de l'ordre de Léopold